# Fendt Favorit 926 Vario
Le Fendt Favorit 926 Vario est un tracteur agricole produit par Fendt.
Ce tracteur adopte la transmission Vario, mise au point par Fendt et qui permet une variation continue de la vitesse sans rupture de l'effort de traction. Les premiers exemplaires sont fabriqués en 1995 mais le type est modifié à deux reprises, faisant l'objet d'améliorations techniques et esthétiques en 2000 puis en 2003. En 2007, la production du 926 cesse pour laisser la place au Fendt Favorit 927 Vario.

## Historique

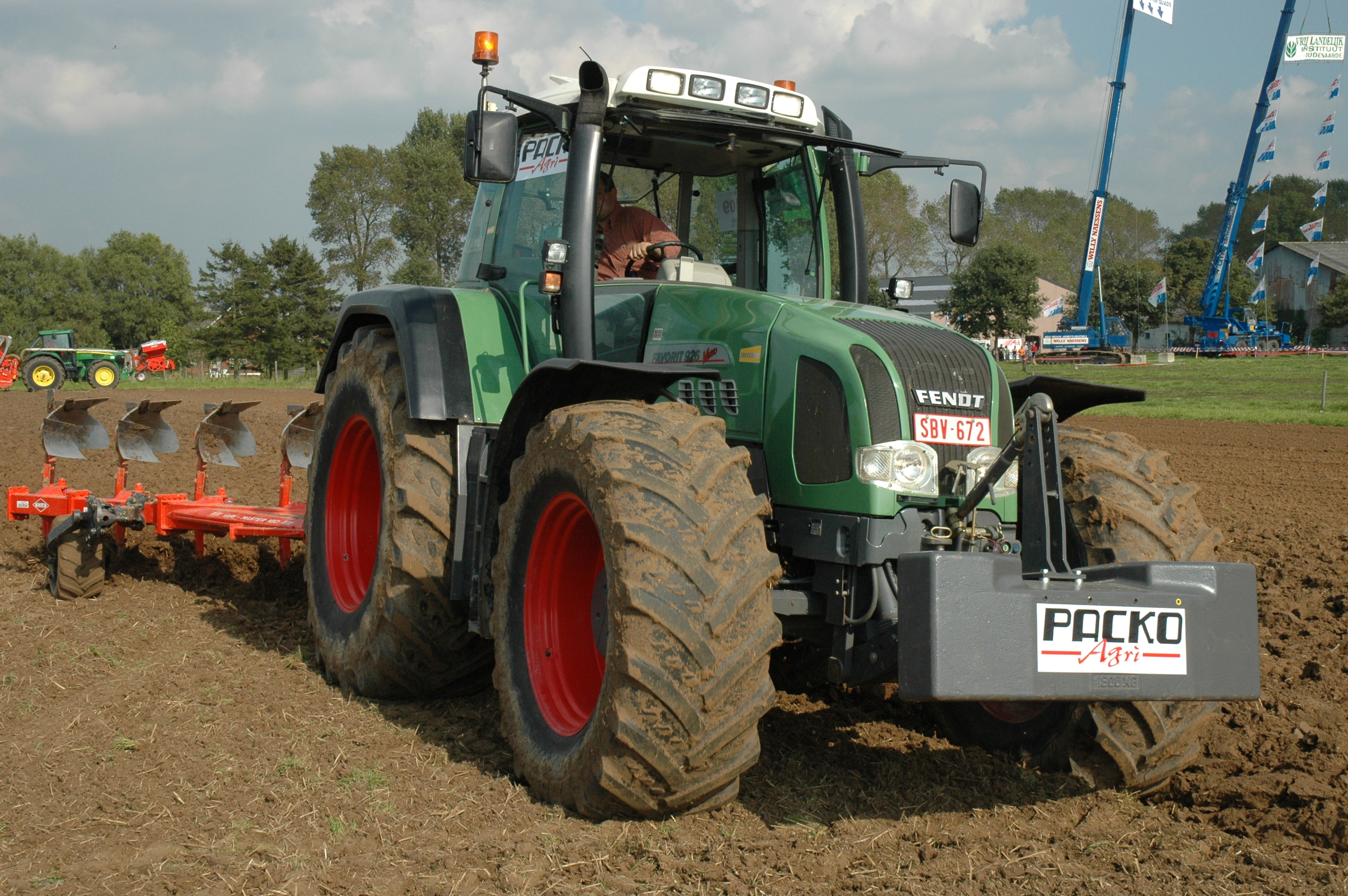
Fendt Favorit 926 Vario (deuxième génération).

Sur une boîte de vitesses classique, le passage d'un rapport à l'autre oblige à débrayer, interrompant temporairement l'effort de traction. Pour tenter de s'affranchir de cette contrainte, John Deere développe une transmission Powershift qui ne résout que partiellement le problème ; les transmissions hydrostatiques proposées par Ford ou International Harvester ont un rendement trop faible ou sont insuffisamment fiables.
Depuis les années 1970, le bureau d'études de Fendt met au point le système Vario, qui assure une variation de vitesse continue sans rupture de charge. La transmission, qui conjugue effort mécanique et hydraulique, est jugée aboutie en 1995 et le premier tracteur équipé de ce système est alors présenté. Le Fendt Favorit 926 Vario est, dans un premier temps, le seul à en bénéficier.
Une fois surmontée la réticence des utilisateurs, ce tracteur est un succès commercial ; il est produit jusqu'en 2007, bénéficiant en 2000 puis en 2003 de modifications techniques et esthétiques.

## Caractéristiques
Le Fendt Favorit 926 Vario est motorisé par un groupe fourni par MAN. Ce moteur Diesel à six cylindres (alésage de 108 mm pour une course de 125 mm) en ligne, à injection directe, possède une cylindrée totale de 6 870 cm3. Équipé d'un turbocompresseur et d'un intercooler, il développe une puissance maximale de 260 ch DIN au régime de 2 300 tr/min.
La transmission mécanique pour peut quelques modèles ou Vario qui possède deux gammes de vitesses ; la première va de 0  à   32 km/h et la seconde de 0  à   50 km/h suivant la législation du pays. À l'intérieur de chaque gamme, la vitesse varie de manière continue et la marche arrière autorise les mêmes performances.
Le 926 Vario est construit, de série, avec un relevage arrière (capacité de 9 180 kg) et avant (capacité 5 100 kg). Si l'équipement avec une prise de force arrière (1 000 tr/min) est systématique, la prise de force avant est optionnelle.
En 2000, le style du tracteur est modifié, la gestion électronique du moteur améliorée et la puissance portée de 260  à   286 ch DIN. En 2003 le tracteur est à nouveau modifié pour répondre à un durcissement des normes de pollution en même temps que sa calandre est redessinée.
La masse à vide en ordre de marche du tracteur dans sa version d'origine est de 8 000 kg.
L'agrément de conduite du tracteur est excellent grâce au moteur silencieux, à la transmission souple et à l'ergonomie et au confort de la cabine de conduite. Les utilisateurs regrettent cependant, outre un prix d'achat élevé lié à la technologie avancée du tracteur, la complexité des interventions sur l'engin quand des réparations sont nécessaires, même si la fiabilité à long terme est excellente.